# Chiacchiere & distintivo
Chiacchiere & distintivo è una sitcom ideata da Paolo Caiazzo e Ciro Ceruti andata in onda su Canale 34 Telenapoli. Ambientata in un commissariato, la serie ci mostra improbabili disavventure di Ciro, un giovane disoccupato, e Paolo, un agente di Polizia. La serie ha avuto una sola stagione di vita.

## Trama
Al centro della serie troviamo Ciro che dopo il divorzio dalla moglie, da cui ha avuto un figlio, si è fidanzato con Bice. Con il vizio del gioco e capace solo di mettersi nei guai, è legatissimo a Paolo, agente di polizia fidanzato con Marisa, la sorella di Ciro, ed è stato anche lui sposato con l'ex moglie dell'amico. Marisa oltre ad essere fidanzata con Paolo è anche il suo capo ed è la migliore amica di Bice. Completa questo microcosmo, Pachito il dietologo, Angelo il portiere, Bonsai l'agente di polizia, e suor Carmen, la sorella di Paolo che è affetta da sdoppiamento di personalità.